# Menhir von Uiskentuie
Der Menhir von Uiskentuie steht meernah, nördlich der Straße  A847, 450 m nordwestlich von Uiskentuie im Süden des Isthmus der Inneren-Hebriden-Insel Islay in Schottland.
Der quaderartige, oben spitze Menhir (englisch Standing Stone) aus grobem Schiefer ist etwa 3,0 m hoch, 1,4 m breit und an der Basis 0,6 m dick.